# Club Social y Deportivo San Antonio Unido
El Club Social y Deportivo San Antonio Unido es un club de fútbol de Chile, de la ciudad de San Antonio en la Región de Valparaíso. Fue fundado el 21 de julio de 1961. Actualmente juega en la Segunda División Profesional de Chile.
El club obtuvo un título oficial en el profesionalismo, el Campeonato de Apertura de la Segunda División «Copa Isidro Corbinos» 1970, al derrotar a Coquimbo Unido en la final. Además, cuentan con un subcampeonato de la Segunda División (actual Primera B), en la temporada 1962.
El "SAU" disputa sus duelos en condición de local en el Estadio Municipal Doctor Olegario Henríquez Escalante, inaugurado en 1957, con capacidad para 5.000 espectadores. En la actualidad, debido a la remodelación del recinto sanantonino, los "Lilas" juegan como locales en el Estadio Municipal de La Pintana, de la comuna de La Pintana, en Santiago.

## Historia
San Antonio Unido nació en 1961, para hacer llegar al puerto de la ciudad el fútbol profesional. Luego se quiso darle más participación a la empresa portuaria, llamándose San Antonio Unido Portuario (SAUP), desde marzo de 1967 hasta abril de 1975. Durante el año 1974 fue dirigido por el entrenador y profesor Héctor Miranda Miranda. El año 1975 el club retomó su nombre original de San Antonio Unido hasta el año 1983, cuando descendieron a Tercera División.
Así, pasaron ocho años de receso, en los cuales participaron otros equipos en representación la ciudad de San Antonio:
- San Antonio Atlético, entre 1984 y 1985.
- Cóndor de San Antonio, entre 1990 y 1991.

No obstante, entre los años 1986 y 1989, la ciudad no tuvo representación en el fútbol chileno.
San Antonio Unido fue refundado el 10 de diciembre de 1991, con inclusión de la palabra "Social" en el nombre.
La mejor campaña del "SAU" hasta ese momento fue el año 1962, durante la presidencia de don Julio Núñez Álvarez, en donde estuvo más cerca del ascenso a Primera División, perdiendo el último partido y permitiendo que Coquimbo Unido fuera campeón y obtuviera el ascenso. Además, de la obtención del Campeonato de Apertura de la Segunda División de Chile 1970, su único título oficial, tras derrotar en la final, justamente, a Coquimbo Unido.
Luego del receso y la re-fundación del club, ingresa a la Tercera División 1992, división en la que continuamente estuvo peleando por entrar a las liguillas finales por el ascenso, pero siempre quedando en el camino en las instancias decisivas.
Por realizar una buena campaña, en la segunda fase del torneo de Tercera División 2012, el equipo sanantonino clasificó a la fase final del torneo y también selló su regreso al profesionalismo, en este caso la Segunda División Profesional, luego de estar 29 años jugando en el amauterismo. La obtención del ascenso a la nueva categoría creada en ese año, por la ANFP, se consiguió el sábado 18 de agosto de 2012, luego de derrotar como local por 4 a 0 a Deportes Quilicura, ante la presencia de 1800 personas en el Estadio Municipal Doctor Olegario Henríquez Escalante. A pesar de esto, no pudo pelear por la posibilidad del ascenso directo a Primera B.
En su regreso al profesionalismo, debutó con un triunfo por 3 a 2 sobre Deportes Melipilla. En 2013, Rodrigo Meléndez llegó como jugador para poner fin a su carrera profesional. Al siguiente año asumió como director técnico del equipo. En la temporada 2013-14, San Antonio Unido realizó una excelente campaña, finalizando en la segunda posición con 47 unidades, a solo un punto del campeón Iberia. En la temporada 2014-15, San Antonio Unido vuelve a realizar una gran campaña por segundo año consecutivo, ahora con Luis Musrri en la banca, esta vez logrando 68 puntos. A pesar de ser el equipo más regular durante todo el torneo, el SAU no logró el ascenso, tras caer en la última fecha ante Deportes Puerto Montt por 4-0 en el Estadio Regional de Chinquihue, quedando en la segunda ubicación con 68 puntos, nuevamente a solo uno del campeón.
En febrero de 2020 se anunció que San Antonio Unido sería rematado con una postura mínima de 400 000 000 CLP. El proceso terminó sin recepción de ofertas, lo que dejó al club en la incertidumbre. Finalmente, el 13 de marzo se dio a conocer el arribo de los nuevos controladores de la institución, entre los que se encontraba el futbolista Esteban Paredes.

## Uniforme
- Uniforme titular: Camiseta lila, pantalón negro y medias negras.
- Uniforme alternativo: Camiseta blanca, pantalón blanco y medias blancas.

### Uniforme titular
| 1972 | 1973 | 1979 | 2013 | 2017 | 2019 | 2020-21 | 2022 |

### Uniforme alternativo
| 2019 | 2020-21 | 2022 |

### Indumentaria
| Período   | Proveedor             |
| --------- | --------------------- |
| 2002      | JCQ                   |
| 2009-2012 | Training Professional |
| 2013      | Dalponte              |
| 2014-2015 | SAU                   |
| 2016      | OneFit                |
| 2017-2019 | TDeportes             |
| 2020-2023 | OneFit                |
| 2024-     | Acerbis               |

| Período   | Auspiciador           |
| --------- | --------------------- |
| 1976      | Rocatec               |
| 1977      | Vía Horizonte         |
| 1982      | El Libertador         |
| 1983-1984 | EGas                  |
| 1991-1992 | El Pilar              |
| 1993      | Scania                |
| 1995-2011 | Cerveza Cristal       |
| 2012-2015 | Puerto Central        |
| 2015-2017 | STI                   |
| 2019      | Puerto Panul          |
| 2020-2021 | Pullman Bus           |
| 2022      | Puerto de San Antonio |
| 2023-2024 | WiClinic              |

## Estadio

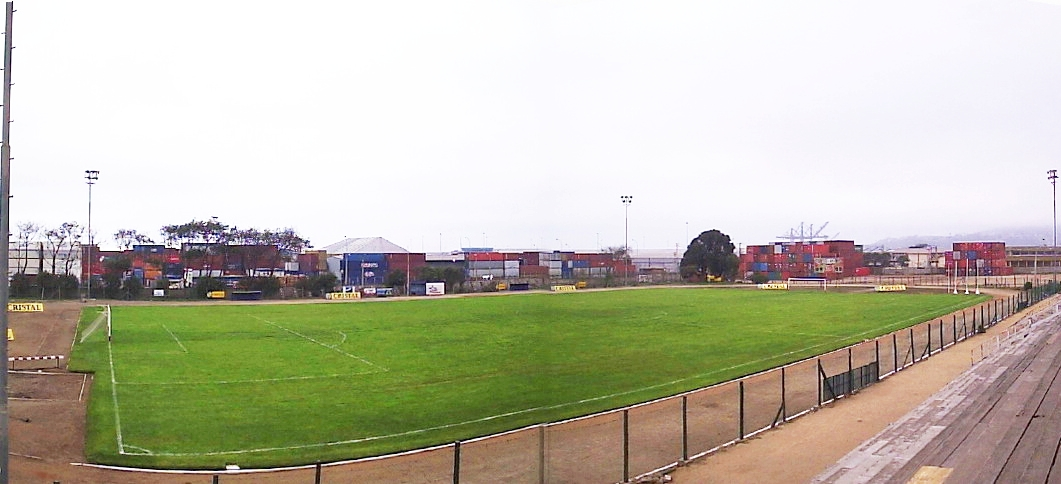
Estadio Municipal de San Antonio

Actúa de local en el Estadio Municipal Doctor Olegario Henríquez Escalante perteneciente al municipio, su superficie es de pasto natural y cuenta con iluminación. Es un estadio pequeño pero cómodo, cuenta con una sola tribuna que alcanza a las 2400 personas aproximadamente.
El club ha actuado también de local en el Estadio Huracán de Llolleo donde ha jugado 9 partidos ha ganado 7, empatado 1 y perdido 1. Últimamente también ha disputado partidos en el Estadio Municipal Eugenio Castro González de la comuna de El Quisco y en el Estadio Municipal Fernando Ross Marchessi de la comuna de Cartagena.

## Datos del club
- Temporadas en 1.ªB: 22 (1962-1983).
- Temporadas en 2.ª: 14 (2013- ).
- Temporadas en 3.ª: 21 (1992-2012).
- Participaciones en Copa Chile: 13
- Mayor Victoria en Segunda División: 9-2 a Iberia en 1968.
- Mayor Victoria en Tercera División: 13-1 a Defensor Casablanca, el 13 de junio de 2004.
- Mayor Victoria en Copa Chile: 3-0 frente a Ferroviarios el 28 de abril de 1974.
- Mayor Victoria en Apertura de Segunda División: 5-1 a Ferroviarios el 7 de junio de 1970.
- Peor Derrota en Segunda División: 2-7 frente a Lota Schwager en 1968.
- Peor Derrota en Tercera División: 0-6 frente a Universidad Católica B el 5 de mayo de 2000.
- Peor Derrota en Copa Chile: 7-0 frente a O'Higgins el 10 de octubre de 2012.
- Peor Derrota en Apertura de Segunda División: 0-4 frente a Bádminton de Curicó el 30 de mayo de 1971.

## Jugadores

### Plantilla 2025
- Por disposición de la ANFP, los equipos chilenos en la Segunda División Profesional están limitados a tener en su plantel un máximo de tres futbolistas extranjeros, excluidos aquellos registrados en el Fútbol Formativo, pero:
  - Ramón Fernández posee la doble nacionalidad Argentina y chilena.
- Por disposición de la ANFP, el número de las camisetas no puede sobrepasar al número de jugadores inscritos.
- Por disposición de la ANFP el plantel debe utilizar al menos 1638 minutos a juveniles chilenos (nac. 1 de enero de 2003).

### Altas 2025
| Jugador          | Posición      | Procedencia               | Tipo     |
| ---------------- | ------------- | ------------------------- | -------- |
| Nery Veloso      | Portero       | Fernández Vial            | Libre    |
| Joaquín Araya    | Portero       | Universidad de Concepción | Préstamo |
| Yago Piro        | Defensa       | Cipolletti                | Libre    |
| Matías Carrera   | Defensa       | Cipolletti                | Libre    |
| Darko Fiamengo   | Defensa       | Colo-Colo                 | Préstamo |
| Alan Riquelme    | Defensa       | Palestino                 | Préstamo |
| René Meléndez    | Mediocampista | Deportes La Serena        | Libre    |
| Pablo Sanhueza   | Mediocampista | Rangers                   | Libre    |
| Dilan Acevedo    | Mediocampista | Curicó Unido              | Préstamo |
| Matías Sandoval  | Delantero     | Unión San Felipe          | Libre    |
| Gabriel Tellas   | Delantero     | Brown de Adrogué          | Libre    |
| Mauro Lópes      | Delantero     | Deportes Concepción       | Libre    |
| Cristóbal Díaz   | Delantero     | Magallanes                | Libre    |
| Juan Pablo Reyes | Delantero     | Colo-Colo                 | Préstamo |
| Yerald Pinilla   | Delantero     | San Luis                  | Préstamo |

### Bajas 2025
| Jugador             | Posición      | Destino              | Tipo            |
| ------------------- | ------------- | -------------------- | --------------- |
| Sebastián Parraguez | Portero       | Bandera de ?         | Libre           |
| Sergio Cabello      | Portero       | Universidad Católica | Fin de préstamo |
| Marcel Cortéz       | Defensa       | Brujas de Salamanca  | Libre           |
| Juan Pablo Andrade  | Defensa       | Bandera de ?         | Libre           |
| Kevin Hidalgo       | Defensa       | Bandera de ?         | Libre           |
| Claudio Navarrete   | Defensa       | Bandera de ?         | Libre           |
| Ignacio Contreras   | Defensa       | Bandera de ?         | Libre           |
| Guillermo Guaiquil  | Defensa       | Huachipato           | Fin de préstamo |
| Matías Silva        | Defensa       | Santiago City        | Fin de préstamo |
| Matías Osorio       | Defensa       | Magallanes           | Fin de préstamo |
| Jorge Romo          | Mediocampista | La Higuera           | Libre           |
| Nicolás Astete      | Mediocampista | Deportes Concepción  | Libre           |
| Bruno Álvarez       | Mediocampista | Bandera de ?         | Libre           |
| Brian Mondaca       | Mediocampista | Bandera de ?         | Libre           |
| Marcelo Pérez       | Mediocampista | Bandera de ?         | Fin de préstamo |
| Rodrigo Gattas      | Delantero     | Concón National      | Libre           |
| Jimmy Cisterna      | Delantero     | Deportes Recoleta    | Libre           |
| Carlos Sepúlveda    | Delantero     | La Higuera           | Libre           |
| Michael Silva       | Delantero     | Retiro               |                 |
| Nicolás Maturana    | Delantero     | Deportes Melipilla   | Libre           |
| Luca Pontigo        | Delantero     | Bandera de ?         | Libre           |
| Derlis Alegre       | Delantero     | Bandera de ?         | Libre           |

## Entrenadores

### Cronología
Los entrenadores interinos aparecen en cursiva.
- Rolando Torino (1962-1963)
- Gracián Miño (1963-1964)
- Osvaldo Vásquez (1965)
- Humberto Farías (1965)
- Santiago García (1966)
- Pedro Carvajal (1967)
- Néstor Valdés (1968)
- Carlos Reinoso (1968-69)
- Pedro Morales (1969)
- Carlos Reinoso (1970)
- Luis Vidal (1970-1971)
- Carlos Reinoso (1972)
- Bernardo Bello (1973)
- Pedro Araya (1974)
- Héctor Miranda (1974)
- Sasha Mitjaew (1975)
- Manuel Aburto (1976)
- Carlos Reinoso (1977-1978)
- Sasha Mitjaew (1979)
- Guillermo Díaz (1979-1981)
- Jorge Toro (1981)
- Sasha Mitjaew (1981-1983)
- Carlos Reinoso (1983)
- César Vaccia (1983-1984)
- Roque Mercury (1992)
- Eleuterio Acevedo (1992)
- Oscar Fabbiani (1992)
- Lionel Gatica (1993-1994)
- Juan Ubilla (1994-1997)
- Juan Páez (1998)
- Claudio Mendoza (1998)
- Marcelo Palma (1998)
- Hernán Godoy (1998)
- Jorge Rodríguez (1999)
- Miguel Ángel Pecoraro (2000)
- Juan Páez (2000-2001)
- Mauricio Riffo (2002)
- Emiliano Astorga (2003)
- Héctor Balochi (2003-2004)
- Guillermo Pérez (2005-2006)
- Juan Páez (2007)
- Osvaldo Bustamante (2007-2008)
- Mauricio Pozo (2009)
- Guillermo Pérez (2009-2010)
- Ítalo Díaz (2010)
- Rocío Yáñez (2011)
- Roberto Álamos (2012)
- Milton Flores (2012)
- Luis Pérez (2013)
- Alejandro Hisis (2013)
- Rodrigo Meléndez (2014)
- Luis Musrri (2014-2015)
- Jorge Miranda (2015)
- Guillermo Pérez (2015)
- Jorge García (2015-2016)
- Jorge Garcés (2016)
- Freddy Delgado (2016)
- Luis Pérez (2016-2017)
- Guillermo Pérez (2017-2018)
- Freddy Ferragut (2018)
- Diego Larraín (2018)
- Freddy Ferragut (2019)
- Francisco Huerta (2019)
- Marco Muñoz (2020-2021)
- Ariel Pereyra (2021-2022)
- Eduardo Lobos (2022)
- Luis Musrri (2022-2023)
- Sebastián Núñez (2023-2024)
- Fabián Marzuca (2024)
- Christian Lovrincevich (2025)
- Fernando Gutiérrez (2025-)

## Palmarés

### Torneos nacionales
- Campeonato de Apertura de la Segunda División de Chile (1): 1970
- Subcampeón de la Segunda División de Chile (1): 1962
- Subcampeón de la Segunda División Profesional de Chile (2): 2013-14, 2014-15